# راسيتاتيف
راسيتاتيف (بالإنجليزية: Recitatif)‏ هي قصة قصيرة كتبتها توني موريسون؛ وهي القصة الوحيدة المنشورة من قبل توني. تم نشرها لأول مرة في عام 1983 في تأكيد: مختارات من النساء الأميركيات من أصول إفريقية، مختارات من تحرير أميري بركة وزوجته أمينة بركة.

## ملخص القصة

### المقابلة الأولى
اجتمعا توايلا وروبيرتا لأول مرة ضمن حدود دار للأيتام للأطفال تُدعى اس. تي بونيز (بالإنجليزية: St. Bonny's)‏ (سميت نسبة لبونافنتورا)، لأن كل منهما قد أُخِذَت بعيداً عن والدتها. والدة روبيرتا مريضة. والدة توايلا «تحب الرقص طوال الليل». نتعلم على الفور أن الفتاتين تبدوان مختلفتين عن بعضهن البعض: واحدة سوداء، وواحدة بيضاء، على الرغم من أننا لا نعرف أيهما السوداء وأيهما البيضاء. على الرغم من مشاعرهم العدائية في البداية، يتم تجميعهم معًا بسبب ظروفهم المشابهة.
تتحول الفتاتان إلى أصدقاء «أكثر من غيرهما»؛ كلاهما «ملقيات» هناك. إنهم يصبحون حلفاء ضد «الفتيات الكبيرات في الطابق الثاني» (الذين يطلق عليهن اسم "gar-girls"، وهو الاسم الذي يحصلون عليه من مزج كلمة "gargoyle")، وكذلك ضد «الأيتام الحقيقيين» في المنزل والأطفال الذين توفي آبائهم. يتشاركون في السحر مع ماجي، المرأة العجوز ذات اللون الرملي «بأرجل مثل الأقواس» التي تعمل في مطبخ المنزل والتي لا تستطيع التحدث.
يتم تذكير توايلا وروبيرتا باختلافاتهما عندما تأتي كل من أمهاتهم لزيارة الكنيسة يوم الأحد. مريم والدة توايلا ترتدي ملابس غير لائقة. والدة روبيرتا ترتدي صليبًا ضخمًا على صدرها. ماري تقدم يدها لمصافحة والدة روبيرتا لكن والدة روبيرتا ترفض مصافحة ماري وتبدأ ماري في اللعن. تعاني توايلا من إهانات ثنائية: سلوك والدتها غير اللائق يخجلها، وتشعر بالضعف من رفض والدة روبيرتا.
بعد 4 أشهر معًا، تغادر روبيرتا دار الأيتام.

### اللقاء الثاني
تلتقي توايلا وروبيرتا مرة أخرى بعد ثماني سنوات في أواخر الستينيات من القرن العشرين، عندما تعمل توايلا «وراء الكاونتر في هوارد جونسونز على الطريق السريع» وتجلس روبيرتا في كشك مع «شابين رابطين شعر رأسهم ولحاهم». روبيرتا وأصدقاؤها في طريقهم إلى الساحل الغربي للحفاظ على موعد مع جيمي هندريكس. هذه الحلقة قصيرة ولكنها طويلة بما يكفي لإظهار الاستياء تجاه بعضهما البعض.

### اللقاء الثالث
المرة الثالثة تلتقي فيها توايلا وروبيرتا بعد 12 سنة من اللقاء الثاني. كلاهما متزوجتان وتلتقيان أثناء التسوق في فوود ايبوريوم، وهو متجر بقالة جديد. تصف توايلا اللقاء بأنه عكس كامل لمواجهتهما الأخيرة. يتعايشون جيدًا ويشاركون ذكريات الماضي. روبيرتا غنية وتوايلا من الطبقة المتوسطة الدنيا. توايلا متزوجة من رجل إطفاء ولديها ابن، روبيرتا متزوجة من مسؤول تنفيذي بشركة IBM، وأرملة ولها أربعة أطفال ولديها سيارة ليموزين زرقاء وخادمان. توايلا تعلم أن روبيرتا عادت إلى دار الأيتام مرتين أخريين ثم هربت. إنها تكتشف أيضًا أنها ربما لديها بعض الذكريات المكبوتة حول ما حدث بالفعل في دار الأيتام.

### اللقاء الرابع
في المرة التالية التي تلتقي فيها المرأتان، يهدد «الصراع العنصري» مدينة نيوبورغ، نيويورك في مدينة توايلا في حافلة. أثناء قيادتها للمدرسة، ترى توايلا روبيرتا هناك، وهي تقوم بمكافحة الاعتصام. توايلا مهددة لفترة وجيزة من قبل المتظاهرين الآخرين؛ روبيرتا لا تأتي لمساعدتها. ملاحظة فراق روبيرتا يثير قلق توايلا: «ربما أنا مختلفة الآن، توايلا. لكنك لست كذلك. أنت نفس الولد الصغير الذي ركل سيدة سوداء عجوز فقيرة عندما كانت على الأرض. لقد ركلت سيدة سوداء ولديك العصب الذي يدعو لي التعصب».
أجابت توايلا: «ماغي لم تكن سوداء». إما أنها لا تتذكر أنها كانت سوداء، أو أنها لم تصنف جلدها على أنه أسود. قررت توايلا الانضمام إلى مكافحة الاعتصام على الجانب الآخر من الشارع من روبيرتا، حيث تقضي بضعة أيام وعي ترفع علامات التي تستجيب مباشرة إلى علامة روبيرتا.

### اللقاء الخامس
تلتقي توايلا وروبيرتا مرة أخرى، هذه المرة في مقهى عشية عيد الميلاد، بعد سنوات، على الأرجح في أوائل الثمانينات. تريد روبيرتا مناقشة آخر ما قالته عن ماجي. المحادثة متعاطفة ولكنها تنتهي في ملاحظة لم تحل بعد.